# Carmen Weber
Georgina del Carmen Weber Aliaga (Valdivia, 21 de febrero de 1941-Concón, 8 de agosto de 2007) fue la primera esposa del político chileno Ricardo Lagos, quien fue presidente de su país entre 2000 y 2006.

## Biografía
Hija de Jorge Carlos Weber Mattensohn, alemán llegado a Chile en 1932 y de Juana Inés Aliaga Ovalle; en 1961 se casó con Ricardo Lagos, con el que tuvo dos hijos: Ricardo y Ximena.
Ricardo Lagos se separó de Carmen Weber debido a una enfermedad siquiátrica (trastorno bipolar en su grado extremo) que afectó seriamente el comportamiento de su esposa, haciendo insostenible la normal convivencia de pareja y terminó con la relación después de difíciles seis años. Luego, Lagos obtendría la tuición de sus hijos y los incorporaría a su nuevo matrimonio con Luisa Durán.
Carmen Weber reapareció en la vida de Lagos el 29 de septiembre de 1988, cuando el exmandatario era uno de los líderes de la campaña de la opción No en el plebiscito que terminó con la dictadura de Augusto Pinochet. Aquel día, el grupo de asesores de la campaña del Sí recibió el vídeo con la entrevista ya editada. Tras revisarla, decidieron no emitirla, pero al día siguiente habrían recibido un llamado del gobierno obligándolos a hacerlo. Este episodio se vivió el 30 de septiembre de 1988, cuando en la franja electoral del Sí fue emitida una entrevista a Carmen Weber, exesposa de Ricardo Lagos, quien sufría de trastornos siquiátricos, en la cual emitió duras declaraciones en contra de Lagos.
El 18 de mayo de 2007 sufrió graves quemaduras en sus vías respiratorias, producto de un incendio que destruyó la casa donde vivía, en la comuna de Concón, Región de Valparaíso. Falleció el 8 de agosto de 2007, a los 66 años, posiblemente producto de lo mismo.